# Козьол (Підляське воєводство)
Козьол (пол. Kozioł) — село в Польщі, у гміні Кольно Кольненського повіту Підляського воєводства.
Населення — 316 осіб (2011).
У 1975-1998 роках село належало до Ломжинського воєводства.

## Демографія
Демографічна структура станом на 31 березня 2011 року:
|          | Загалом | Допрацездатний вік | Працездатний вік | Постпрацездатний вік |
| -------- | ------- | ------------------ | ---------------- | -------------------- |
| Чоловіки | 166     | 44                 | 103              | 19                   |
| Жінки    | 150     | 39                 | 72               | 39                   |
| Разом    | 316     | 83                 | 175              | 58                   |